# Palazzo Piccolomini (Siena)

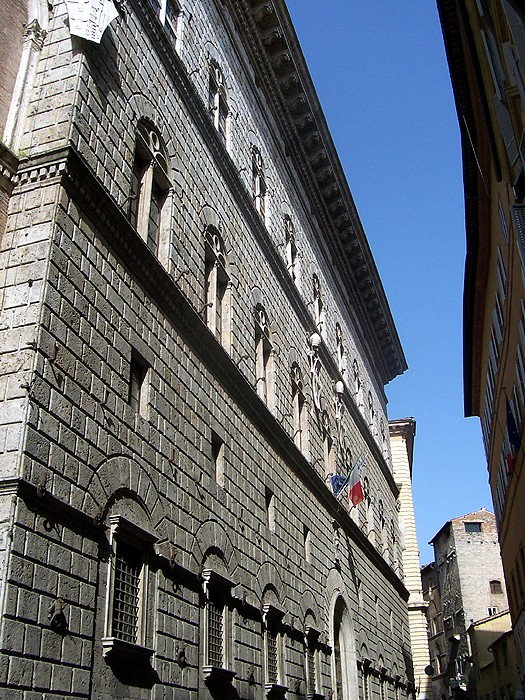
Palazzo Piccolomini

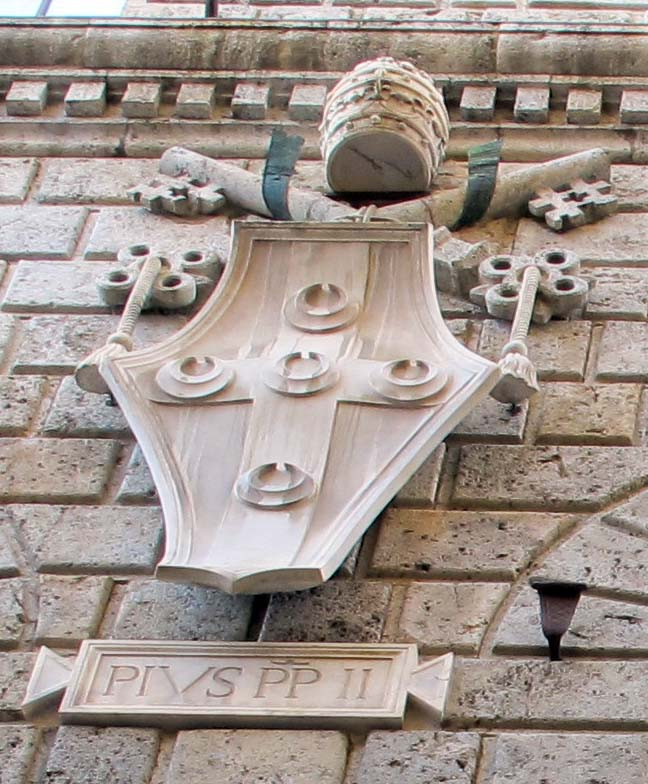
Über dem Eingang das Wappen der Piccolomini (Tiara und Schlüssel mit Quaste, Schild mit fünf Halbmonden auf einem Kreuz)

Der Palazzo Piccolomini, auch Palazzo Todeschini Piccolomini, ist ein Stadtpalast im Renaissance-Stil, der der Adelsfamilie der Piccolomini als Hauptwohnsitz in Siena diente. Er liegt an den Banchi di Sotto, Ecke Via Rinaldini. Mit der Familie hängen auch zusammen die Loggia del Papa, der Palazzo delle Papesse sowie der Palazzo Piccolomini-Clementini. Der Palazzo ist nicht zu verwechseln mit dem gleichnamigen in Pienza.
Das Gebäude ist heute der Sitz des Staatsarchivs von Siena und beherbergt viele Dokumente aller Art zur Geschichte Sienas und der Provinz bzw. der Republik Siena, die erste Sammlung entstand im 18. Jahrhundert, das Staatsarchiv wurde vom Großherzog der Toskana Leopold II. 1858 im Palazzo eingerichtet. Das früheste Dokument stammt aus dem Jahr 736. Handschriften von Dante Alighieri und Boccaccio werden aufbewahrt. Zum Bestand gehört auch eine Genealogie in Form eines Stammbaums der Piccolomini aus dem Jahr 1685, welche die hochkomplizierte Familienentwicklung wiedergibt. Weiter dient der Palazzo für Ausstellungen zeitgenössischer Kunst und als Museum.
Eine Besonderheit ist das Museo delle Biccherne, das kleine historische Tafelgemälde von 1258 bis 1682 zeigt, die als Buchdeckel für abgeschlossene Kontobücher der ehemaligen einflussreichen senesischen Finanzbehörde Biccherna (und Gabella) angelegt wurden, deren Geschichte bis 1168 zurückreicht. Auch der Kataster wurde hier geführt. Die Bilder haben einen hohen dokumentarischen Wert.

## Geschichte
Die Brüder Giacomo und Andrea Piccolomini, Neffen von Pius II., bauten den Palast zwischen 1469 und 1495, die Pläne stammten von Bernardo Rossellino. Er erinnert an den Palazzo Medici-Riccardi und Palazzo Rucellai in Florenz durch die raue Quadersteinoberfläche und zweibogige Fenster. Auch der Palazzo Piccolomini in Pienza vom gleichen Planer wirkt ähnlich. Antonio Federighi und Urbano da Cortona haben die Skulpturen ergänzt. Das Gesims ist reichverziert.
Im Jahr 1884 hat die Bank von Italien den Palast gekauft und erneuert. Der erste Stock erhielt Neorenaissance-Fresken im 19. Jahrhundert, Architekt war Augusto Corbi.

## Einzelbelege
1. ↑  Palazzo Piccolomini. Abgerufen am 6. Januar 2023.
2. ↑   L’albero genealogico Piccolomini dell’Archivio di Stato di Siena – Archivio di Stato di Siena. Abgerufen am 6. Januar 2023 (italienisch).
3. ↑  Enrico Torrini: Guida di Siena e dei suoi dintorni. Neudruck 2018, 1907, ISBN 978-0-484-25982-8 (google.com [abgerufen am 5. Januar 2023]).

Koordinaten: 43° 19′ 8,8″ N, 11° 19′ 58,1″ O